# Stenosoma albertoi
Stenosoma albertoi es una especie de crustáceo isópodo marino de la familia Idoteidae.

## Distribución geográfica
Se distribuye por la zona del estrecho de Gibraltar y el Mediterráneo occidental.